# Thalwil
Thalwil es una ciudad y comuna suiza del cantón de Zúrich, ubicada en el distrito de Horgen. Limita al norte con la comuna de Rüschlikon, al este con Küsnacht, Erlenbach y Herrliberg, al sur con Oberrieden y Horgen, y al oeste con Langnau am Albis.

## Transportes
Ferrocarril
Cuenta con una estación ferroviaria donde efectúan parada trenes tanto de larga distancia como de cercanías de la red S-Bahn Zúrich.

## Ciudades hermanadas
- La Tour-de-Peilz.